# Allodia discoidea
Allodia discoidea är en tvåvingeart som först beskrevs av Johann Wilhelm Meigen 1818.  Allodia discoidea ingår i släktet Allodia och familjen svampmyggor. Inga underarter finns listade i Catalogue of Life.